# 邵蕡
邵蕡（1460年—？），字文實，浙江紹興府餘姚縣人，民籍，明朝政治人物。

## 生平
成化十九年（1483年）癸卯科浙江鄉試第六十八名舉人，弘治三年（1490年）中式庚戌科會試第二百十名，二甲第四十九名進士。授北通州知州，升四川布政使司左參政、廣東右布政使。正德十六年（1521年）十一月與廣東布政使司左參政左唐盜侵公藏被發覺，命逮問如律。

## 家族
曾祖邵叔芳，封監察御史；祖父邵弘譽，湖廣按察司副使；父邵驎。母汪氏。重庆下。兄邵蕃（知縣）。